# Rester vivant (album)
Pour l’article homonyme, voir Rester vivant.
Albums de Johnny Hallyday
L'Attente
(2012) De l'amour
(2015)
Singles
1. Regarde-nous
Sortie : 1er septembre 2014
2. Seul
Sortie : 4 novembre 2014
3. Te manquer
Sortie : 19 janvier 2015

Rester vivant est le 49e album studio — le 5e chez Warner Music — de Johnny Hallyday. Réalisé par Don Was et mixé par Bob Clearmountain, l'album sort le 17 novembre 2014.

## Histoire
Jeanne Cherhal obtient, le 17 décembre 2015, le Prix du parolier de l'année RFM-Paris Match, dans la catégorie Chanson interprétée par un homme, pour le titre Te manquer.

## Autour de l'album
L'album sort en 4 éditions originales :
- Vinyle 12 titres, référence : Warner 0825646231447
- CD 12 titres, référence : Warner 0825646231485
- CD-DVD 12 titres + 2 titres bonus, référence : Warner 0825646231454
- Coffret collector, référence : Warner 0825646231430

Édition limitée et numérotée, incluant le CD 12 titres + bonus, un DVD, un vinyle blanc 45 tours du titre Regarde-nous et en face B sa version instrumentale, un livret et le disque d'or de l'album L'Attente.

Le coffret collector existe également dans une édition limitée et numérotée à 2000 exemplaires (exclusivement disponible sur internet), proposant en supplément un poster inédit et un bloc notes.
La version téléchargeable de l'album propose un 13e titre Chanteur de chansons, inédit uniquement disponible sur les plates formes légales.
En octobre 2020, issue des sessions d'enregistrements de l'album sort l'inédit Deux sortes d'hommes écrit par Pierre-Yves Lebert et Daran.

## Réception
L'album réalise le meilleur démarrage de l'année 2014 avec près de 132 000 exemplaires vendus en une semaine, battant, ainsi, les performances des albums précédents, L'Attente et Jamais seul, après une semaine d'exploitation.

## Titres
| 1.  | J'ai ce que j'ai donné            | Pierre-Dominique Burgaud                       | Yodelice                                       | 3:40 |
| 2.  | Regarde-nous                      | Isabelle Bernal, David Ford, Andy Hill         | Isabelle Bernal, David Ford, Andy Hill         | 3:33 |
| 3.  | Rester vivant                     | Isabelle Bernal                                | Yarol Poupaud                                  | 4:37 |
| 4.  | Seul                              | Isabelle Bernal, David Ford, Andy Hill         | Isabelle Bernal, David Ford, Andy Hill         | 3:35 |
| 5.  | Au café de l'avenir               | Pierre Jouishomme, Jean-Michel Borne, Yodelice | Pierre Jouishomme, Jean-Michel Borne, Yodelice | 4:11 |
| 6.  | Une lettre à l'enfant que j'étais | Pierre Jouishomme, Francis White, Yodelice     | Pierre Jouishomme, Francis White, Yodelice     | 3:35 |
| 7.  | J'tai même pas dit merci          | Christophe Miossec                             | Oliver Leiber, Gary Wright                     | 5:17 |
| 8.  | Si j'avais su la vie              | Isabelle Bernal                                | Daran                                          | 3:44 |
| 9.  | On s'habitue à tout               | Valérie Véga                                   | Rémi Lacroix                                   | 3:39 |
| 10. | Te manquer                        | Jeanne Cherhal                                 | Yodelice                                       | 4:41 |
| 11. | Te voir grandir                   | Pierre-Dominique Burgaud                       | Rémi Lacroix                                   | 3:22 |
| 12. | À nos promesses                   | Pierre Jouishomme, Francis White, Yodelice     | Pierre Jouishomme, Francis White, Yodelice     | 3:59 |

- La version téléchargeable de l'album propose un 13e titre :

| No  | Titre                | Paroles            | Musique  | Durée |
| --- | -------------------- | ------------------ | -------- | ----- |
| 13. | Chanteur de chansons | Pierre-Yves Lebert | Yodelice | 3:32  |

- Titres bonus, uniquement disponibles sur les éditions Collector et CD-DVD :

| No  | Titre          | Paroles           | Musique  | Durée |
| --- | -------------- | ----------------- | -------- | ----- |
| 13. | On s'accroche  | Pierre Jouishomme | Yodelice | 3:05  |
| 14. | Je t'attendrai | Julien Doré       | Darko    | 3:48  |

- Titres DVD Édition Collector et CD-DVD

| No | Titre                                        | Durée |
| -- | -------------------------------------------- | ----- |
| 1. | On the road with Johnny Hallyday             | 11:56 |
| 2. | In the recording studio with Johnny Hallyday | 9:51  |

## Musiciens
- Yodelice : guitare nylon, guitare acoustique, guitare électrique et Chœurs
- Audley Freed : guitare électrique, guitare acoustique, guitare solo, chœurs
- Brian Ray : guitare solo
- Dean Parks : guitare acoustique, chœurs
- Robin Le Mesurier : guitare solo, guitare électrique
- Greg Leisz : lap steel, dobro, mandoline, Pedal steel
- Tim Pierce : guitare solo
- Matt Rollings : piano, wurlitzer, orgue hammond B3, chœurs
- Rami Jaffee : Hammond B3, chœurs
- Gabe Witcher : fiddle
- Laurent Vernerey : basse
- David Mac Murray : saxophone ténor solo
- Darrell Leonard : trompette
- Joe Sublett : saxophone ténor
- Tom Peterson : saxophone baryton
- Ira Nepus : trombone
- Charley Drayton : batterie et percussions, chœurs
- Robert Martin : French horn
- Amy Keys (en), Christine Miller, Pablo Hernandez, Valmont : Chœurs

## Classements et certifications
| Classement (2014-17)                      | Meilleure position |
| ----------------------------------------- | ------------------ |
| Belgique (Flandre Ultratop)               | 78                 |
| Belgique (Wallonie Ultratop)              | 1                  |
| Belgique (Wallonie Ultratop 50 Mid Price) | 2                  |
| France (SNEP)                             | 1                  |
| Suisse (Schweizer Hitparade)              | 5                  |
| Suisse (Charts Romandie)                  | 1                  |

| Classement (2014)            | Position |
| ---------------------------- | -------- |
| Belgique (Wallonie Ultratop) | 12       |
| France (SNEP)                | 4        |
| Suisse (Schweizer Hitparade) | 83       |

| Classement (2015)            | Position |
| ---------------------------- | -------- |
| Belgique (Wallonie Ultratop) | 26       |
| France (SNEP)                | 65       |

### Certifications
| Pays           | Certification | Ventes certifiées |
| -------------- | ------------- | ----------------- |
| Belgique (BEA) | Or            | 10 000            |
| France (SNEP)  | Diamant       | 300 000           |
| Suisse (IFPI)  | Or            | 7 500             |